# Alabinskaja
La stazione Alabinskaja (Алабинская) è una stazione della metropolitana di Samara.

## Storia
La stazione enne aperta all'esercizio il 26 dicembre 2014.